# Saba Mahmood
Saba Mahmood (née à Quetta au Pakistan le 3 février 1961 et morte à Berkeley en Californie le 10 mars 2018,) est professeure d'anthropologie à l'Université de Californie à Berkeley. À Berkeley, elle est membre du Center for Middle Eastern Studies, de l'Institute of South Asian Studies et du Program in Critical Theory. Ses recherches concernent l'anthropologie et la théorie politique, plus particulièrement à propos des sociétés à majorité musulmane du Moyen-Orient et du sud de l'Asie. On lui doit des contributions importantes sur les relations entre éthique et politique, entre religion et sécularisme, entre liberté et soumission, entre raison et endoctrinement. Influencée par Talal Asad, elle s'est intéressée au genre, aux politiques religieuses et aux relations entre musulmans et non musulmans au Moyen-Orient.

## Œuvres
- Religious Difference in a Secular Age: A Minority Report. Princeton: Princeton University Press, 2015.
- Politics of Religious Freedom. (Co-edited with  Winifred Sullivan, Elizabeth Hurd, and Peter Danchin). Chicago: University of Chicago Press, 2015.
- Is Critique Secular?  Blasphemy, Injury, and Free Speech. With Talal Asad, Wendy Brown and Judith Butler. Fordham University Press, 2013. (First edition published by the University of California Press, 2009).
- The Politics of Piety: The Islamic Revival and the Feminist Subject.  Princeton: Princeton University Press, 2012 (First edition: 2005)

### Traductions en français
- Politique de la piété. Le féminisme à l’épreuve du renouveau islamique, trad. Nadia Marzouki, Paris, La Découverte, 2009
- « Capacité d’agir, émancipation et sujet féministe », Penser à gauche. Figures de la pensée critique aujourd’hui, collectif (avec La Revue internationale des livres et des idées), Paris, Éditions Amsterdam, 2011